# Templo de Marte
El Templo de Marte (en latín Aedes Martis in Circo) fue un templo romano construido en el antiguo Campo de Marte alrededor del siglo II a. C., cerca del Circo Flaminio.
El cónsul Décimo Junio Bruto Galaico prometió la construcción de un templo en honor a Marte en el año 138 a. C., y su construcción comenzó después del 135 a. C., financiado con el botín que Bruto Galaico había obtenido en sus campañas en Hispania. Diseñado por Hermodoro de Salamina, fue restaurado en los últimos años de la República, pero manteniendo el antiguo plan y las características del edificio.

## Localización
El Templo de Marte formó parte de la lista de edificios monumentales que se construyeron desde mediados del siglo II a. C. en torno al Circo Flaminio. El templo, que una vez se identificó con el Templo de Neptuno, se encuentra en el extremo occidental de la explanada, entre la actual Via degli Specchi y Via di San Salvatore en Campo.

## Historia
El templo fue dedicado en el 138 a. C. por el cónsul romano Décimo Junio Bruto Galaico. La construcción, financiada por el botín de su décima campaña militar en Hispania, comenzó después del 135 a. C. El templo fue dedicado en el 132 a. C., después de la celebración del triunfo de su patrocinador. La realización del templo se atribuye a un arquitecto griego, Hermodoro de Salamina, activo en Roma durante la segunda mitad del siglo II a. C. El templo fue restaurado al final de la República, conservando gran parte del diseño y características originales.
Las ruinas del templo, con seis columnas, incluidas cinco alineadas, fueron descubiertas por el arquitecto francés Victor Baltard en 1837 y estudiadas por el arqueólogo italiano Ernesto Vespignani desde 1838. Estos restos aún son parcialmente visibles bajo las viviendas modernas.

## Descripción
Fue construido en la misma orientación que el Circo Flaminio. De estilo puramente griego, está erigido sobre una crepidoma, una plataforma de pocos escalones que sirve de base para el templo. Este elemento arquitectónico generalizado en Grecia se usó muy poco en Roma, donde solo hay otros dos templos de la ciudad, el Templo de Venus y Roma y el Templo de Hércules Víctor del Foro Boario. Está construido con mármol procedente del monte Pentélico.
Las primeras reconstrucciones del templo se basaron en observaciones precisas de los restos de un templo, con seis pilares en el frente y en un lado nuevo, casi intercolumnio, lo que significa que la distancia entre las columnas es equivalente a uno y medio de su diámetro, una crepidoma de cuatro pasos en el que la celda tenía que tener casi el doble de ancho. El arqueólogo alemán Heinrich Brunn estimó el diámetro de las columnas en la base entre 1,15 y 1,25 metros con una distancia entre las columnas de 2,66 metros. Las columnas estaban más restringidas que en el tipo de templo plano de intercolumnado según lo definido por el arquitecto clásico Vitruvio. El tambor inferior de las ranuras de la columna está tallado en el mismo bloque de mármol del Pentélico, ya que la base consta de un único toro, que recuerda el elemento superior de una base jónica.
En la sala del templo había grabados algunos versos del poeta Lucio Accio. La cela albergaba una estatua colosal de culto de Marte y una de las dimensiones más modestas de Venus, ambas hechas por el escultor Escopas.